# Mohamed Lakhdar Maougal
Pour les articles homonymes, voir Lakhdar.
 (septembre 2010).
Si vous disposez d'ouvrages ou d'articles de référence ou si vous connaissez des sites web de qualité traitant du thème abordé ici, merci de compléter l'article en donnant les références utiles à sa vérifiabilité et en les liant à la section « Notes et références ».
Mohamed Lakhdar Maougal est un penseur et écrivain algérien. Il est également  professeur émérite à l'école nationale supérieure de journalisme et des sciences de l'information (ENSJSI). nommée  premier centre d'excellence en Algérie.

## Biographie
Natif des Aurès , originaire de Khenchela et de Ain Beida.

## Œuvres
(février 2015).
Si vous disposez d'ouvrages ou d'articles de référence ou si vous connaissez des sites web de qualité traitant du thème abordé ici, merci de compléter l'article en donnant les références utiles à sa vérifiabilité et en les liant à la section « Notes et références ».
Conférencier international[Quoi ?], il s'intéresse aux questions de culture, de linguistique et de sociologie des élites[Quoi ?]. Spécialiste de philosophie du langage et de sociolinguistique, il est l'auteur de plusieurs ouvrages dont une étude consacrée à Kateb Yacine parue à Alger et une autre étude à Albert Camus parue aux États-Unis (en collaboration avec Aïcha Kassoul[Qui ?]). Il a écrit avec Aïcha Kassoul le livre en anglais sur Camus dont le titre est  The Algerian destiny of Albert Camus.
- Langages et langues entre tradition et modernité (Essai). Marinoor, Alger  (ISBN 9961-72-049-0), 2000.
- Kateb Yacine ou les harmonies poétiques (1945-1962) (Critique). Éditions Casbah, Alger, 2003.
- L'Algérie en français dans le texte, Édition ANEP, Alger 2003 sous la direction de Aicha Kassoul et en collaboration avec Simone Rezzoug
- Les élites algériennes, histoire et conscience de caste, livre 1(Essai). Éditions APIC, Alger, 2004.
- Langages et langues en partage et paroles données (Essai). Éditions Enag, Alger, 2004.
- Kateb Yacine, l’indomptable démocrate (Critique). Éditions APIC, Alger, 2004.
- Albert Camus, l'assassinat post mortem, en collaboration avec Aicha Kassoul, Malika Kebbas, Thanina Maougal, Éditions APIC, Alger 2004[4]).
- Les élites algériennes, livre 2 (Essai). Éditions APIC, Alger, 2005 (coauteur Saïd-Nacer Boudiaf). Histoire du mouvement national algérien entre 1914 ET 1954
- Albert Camus et le destin algérien, édition Academicapress, Nevada, USA, 2006 (en collaboration avec Aicha Kassoul)
- Mammeri  Mouloud le démocrate impénitent, en collaboration avec Aicha Kassoul et sous la direction de Mailka Kebbasm Casbah éditions, Alger 2008
- Albert Camus et le choc des cultures, Livre 1 A l'ombre de la patrie des morts. Éditions Mille Feuilles Alger 2009 (en collaboration avec Aïcha Kassoul),  (ISBN 9789947905104).
- Les élites arabes et musulmanes. Éditions Mille Feuilles Alger, 2010
- La colonisation n'est pas une civilisation . Editions Othmania, Alger 2018
- La sémiologie de la guerre médiatique asymétrique . Editions EUE 2019  (livre  I, socle théorique en collaboration avec Bourenane Fella , ENSJSI, Alger

Activités artistiques, culturelles, littéraires et militantes  
- Fondateur du bulletin Le Patriote Algérien Paris, 1978-1985

- Fondateur de la revue algérienne indépendante NEDJMA, Paris -1980-1994

- Fondateur de l'association universitaire pour les Cultures et les sciences (ILE Alger 1989-1998) avec activités diverses culturelles et pédagogiques (récitals poétiques, représentations théâtrales, animations diverses)
- pièces adaptées : Patrice Lumunba, la voix révolutionnaire de l'Afrique, MJC du Khroub, 1964, Le cadavre encerclé de Kateb Yacine au CAHT de Boumerdès 1969-70, Le convive de pierre (Faust de Goethe) en 1990, Les cités mouroirs d'après Mouloud Mammeri en 1993 produite au TNA,  La mégère apprivoisée selon Audiberti (1994)